# Marie-Louise Fort
Pour les articles homonymes, voir Fort.
Marie-Louise Fort, née Cothias le 3 décembre 1950 à Villeneuve-la-Guyard (Yonne) et morte le 24 septembre 2022 à Sens, est une femme politique française, ancienne maire de Sens et ancienne députée de l'Yonne.

## Biographie
Marie-Louise Fort est maire de Sens de 2001 à 2008. En 2001, elle avait en effet remporté la victoire au premier tour face aux communistes sortants. Elle est conseillère régionale de Bourgogne de 2004 à 2007.
Elle est élue au deuxième tour des législatives de 2007, le 17 juin, face à Daniel Paris, conseiller régional (Parti radical de gauche) et candidat de la gauche unie. C'est à la suite de la nomination du député Philippe Auberger au Conseil de la politique monétaire de la Banque de France, que la députée avait brigué avec succès l'investiture de l'UMP avant de se présenter devant les électeurs icaunais.
En 2008, elle constitue pour les municipales une liste d'ouverture avec des colistiers de l'UMP, de La Gauche moderne, du Parti radical valoisien et des sans étiquettes. Mais dans un contexte de poussée générale de la gauche, elle est finalement battue au second tour par la liste du Parti radical de gauche de Daniel Paris qui a distancé le Parti socialiste au premier tour et qui l'emporte avec 51,77 % des voix.
En 2012, elle est réélue députée face au candidat socialiste Nicolas Soret avec plus de 55 % des voix,.
En février 2013, dans le cadre de la direction « partagée » entre Jean-François Copé et François Fillon, elle devient, comme onze autres personnalités, secrétaire générale adjointe de l’UMP, en plus du tenant du poste, Marc-Philippe Daubresse.
Elle redevient maire de Sens à l'issue des élections municipales de 2014.
Elle soutient Nicolas Sarkozy pour la primaire présidentielle des Républicains de 2016.
Le 5 mars 2019, elle est l'objet d'un article de Mediapart concernant la gestion de la commune de Sens. Un audit externe du cabinet indépendant Res-Euro Conseil révèle que la mutualisation des services de la ville de Sens et de l'agglomération du Grand Sénonais s'est déroulée de façon complexe et conclut à un « harcèlement institutionnel ». Le lendemain Marie-Louise Fort répond à l'article en précisant qu'on détourne le problème : certains des détracteurs cités dans l'article seraient en réalité eux-mêmes accusés de harcèlement. Le 7 mars 2019, on apprend qu'une enquête administrative est en cours et le parquet de Sens confirme qu'une plainte pour harcèlement a bien été déposée par une agente de la ville. C'est d'ailleurs pour cette raison que la maire avait saisi le CHSCT dès le 12 février, afin de prendre des mesures conservatoires et diligenter cette enquête administrative.
Dans la nuit du vendredi 23 septembre 2022 au samedi 24 septembre 2022, Marie-Louise Fort est emmenée à l’hôpital de Sens en urgence absolue.
Elle y décède le 24 septembre 2022 à l’âge de 71 ans.

## Synthèse des mandats et fonctions
- Au sein du conseil municipal de Saint-Clément
  - 1977-1983 : conseillère municipale
  - 1979-2001 : adjointe au maire
- 1992-2008 : présidente de la communauté de communes du Sénonais
- Au sein du conseil régional de Bourgogne
  - 1998-2004 : vice-présidente du conseil régional
  - 2004-2007 : conseillère régionale
- 2001-2008 et 2014-2022 : maire de Sens
- 20 juin 2007-20 juin 2017 : député de la troisième circonscription de l'Yonne, membre du groupe UMP puis LR
- 3 février 2013- ? : secrétaire générale adjointe du parti Les Républicains
- 16 avril 2014- 24 septembre 2022 : présidente de la communauté de communes du Sénonais puis de la communauté d'agglomération du Grand Sénonais